# Lilltjärnen (Ragunda socken, Jämtland, 699846-151335)
Lilltjärnen är en sjö i Ragunda kommun i Jämtland och ingår i Indalsälvens huvudavrinningsområde.